# Neochalcis osmicida
Neochalcis osmicida is een vliesvleugelig insect uit de familie bronswespen (Chalcididae). De wetenschappelijke naam is voor het eerst geldig gepubliceerd in 1873 door Saunders.